# Галльера-Венета
Галльера-Венета (итал. Galliera Veneta) — коммуна в Италии, располагается в провинции Падуя области Венеция.
Население составляет 6614 человек, плотность населения составляет 735 чел./км². Занимает площадь 9 км². Почтовый индекс — 35015. Телефонный код — 049.
Покровительницей коммуны почитается святая равноапостольная Мария Магдалена. Праздник ежегодно празднуется 22 июля.

## Города-побратимы
- Карбон (Франция)